# Demokratyczna Republika Konga na Mistrzostwach Świata w Lekkoatletyce 2023
Demokratyczna Republika Konga na Mistrzostwach Świata w Lekkoatletyce 2023 – reprezentacja Demokratycznej Republiki Konga podczas mistrzostw świata w Budapeszcie liczyła jednego zawodnika.

## Skład reprezentacji

### Mężczyźni
| Zawodnik       | Konkurencja   | Preeliminacje | Preeliminacje | Eliminacje | Eliminacje | Półfinał | Półfinał | Finał | Finał   | Źródło |
| Zawodnik       | Konkurencja   | Wynik         | Pozycja       | Wynik      | Pozycja    | Wynik    | Pozycja  | Wynik | Pozycja | Źródło |
| -------------- | ------------- | ------------- | ------------- | ---------- | ---------- | -------- | -------- | ----- | ------- | ------ |
| Olivier Mwimba | bieg na 100 m | DNS           | DNS           | NQ         | NQ         | NQ       | NQ       | NQ    | NQ      | [ 1 ]  |